# Oravița
Oravița (en húngaro: Oravicabánya) es una ciudad con estatus de oraș de Rumania en el distrito de Caraș-Severin.

## Geografía
Se encuentra a una altitud de 213 m s. n. m. a 488 km de la capital, Bucarest.

## Demografía
Según estimación 2012 contaba con una población de 13 987 habitantes.
| 1948  | 1956  | 1966  | 1977   | 1992   | 2002   | 2012   |
| 6 974 | 8 175 | 9 912 | 14 987 | 15 293 | 12 858 | 13 987 |